# جبل حارم
 جبل حارم  هي سلسلة جبلية في ولاية خصب
في محافظة مسندم في أقصى الشمال من سلطنة عمان وهي من البقاع الأولى (الأولى رأس الحد على سواحل محافظة الشرقية-عمان) التي تشرق منها الشمس في الوطن العربي ويفصلها عن بقية الأجزاء جزء من أراضي دولة الإمارات العربية المتحدة.
ومن المعلوم بأن « جبل حارم » أو (جبل حريم) كما تسمى محلياً، يقع على ارتفاع يصل إلى 1,600 متر عن سطح البحر بولاية خصب محافظة مسندم، وتعد الرحلة إليه مغامرة شيقة بسيارات الدفع الرباعي من خلال الطريق الممهد بين المسارات الجبلية الضيقة، مروراً بقرى جبلية ومزارع القمح وأودية خضراء بين المرتفعات يمكن للزائر الوقوف بها.يصل الزائر إلى القمة المنبسطة لجبل حريم، وعلى ذلك الارتفاع يشاهد الزائر أحافير أسماك وأصداف بالإضافة إلى أحياء بحرية أخرى متحجره، ويقدر العمر الجيولوجي لهذه الأحافير بأكثر من 250مليون سنة حين كانت البحار تغمر هذه القمم الجبلية.
كذالك تسمى (جبل هارم) حسب السكان الجبل المحليون (الشحوح) و (الظهوريين) ، حيث أنتقلت تلك القبائل للعيش في عدة مناطق فمن أستقر بمنطقة مسندم منذ زمن بعيد.